# Francis Farley
Francis James Macdonald Farley (13 octobre 1920 - 16 juillet 2018) est un scientifique britannique. Il est élu membre de la Royal Society le 16 mars 1972. Il est également membre de l'Institut de physique et membre honoraire du Trinity College de Dublin.

## Biographie
Il fait ses études au Clifton College et au Clare College de Cambridge. Il obtient son doctorat à Cambridge en 1950.
Pendant la Seconde Guerre mondiale, il conçoit et fabrique le premier radar à micro-ondes en bande X avec une impulsion de 100 ns et un faisceau d'un degré qui dirigeait les canons de 15 pouces vers Douvres. Il invente le radar Doppler qui pouvait voir les véhicules sur terre et est utilisé en Italie. En tant que maître de conférences à l'Université d'Auckland, il est un délégué néo-zélandais à la conférence des Nations Unies de 1955 à Genève sur « Les utilisations pacifiques de l'énergie atomique ». Pendant une année à Harwell en 1955, il mesure le rendement en neutrons issus de la fission du plutonium en fonction de l'énergie épithermique des neutrons incidents.
À partir de 1957 au CERN, il mesure la valeur g-2 du muon, le Moment magnétique anomal du muon, dans trois expériences successives, inventant l'anneau de stockage du muon, ainsi que d'autres tests précis de relativité restreinte au CERN (durée de vie du muon). Connu de ses lecteurs pour plusieurs de ses publications sous le nom de FJM Farley, il est l'un des seuls physiciens expérimentateurs des expériences du CERN en résidence à temps plein. Il est aussi connu pour la quatrième mesure de suivi du muon g-2 au Laboratoire national de Brookhaven (l'autre étant Frank Krienen qui rejoint le CERN et le troisième directeur général CJ Bakker en 1954) ; Farley continue à assurer la mesure de suivi du cinquième muon g-2 au Laboratoire Fermi (FNAL), qui commence à produire des données au moment de sa mort.
Il commence à travailler sur l’énergie des vagues en 1976 et dépose 14 brevets dans ce domaine. Il est le co-inventeur du dispositif à énergie houlomotrice Anaconda.
Il remporte la médaille Hughes de la Royal Society en 1980 « pour ses mesures ultra-précises du moment magnétique du muon, un test sévère de l'électrodynamique quantique et de la nature du muon ».
De 1967 à 1982, il est directeur académique du Collège militaire royal des sciences de Shrivenham. Il est professeur invité à Yale, à l'Université de Reading, à l'Université de Nouvelle-Galles du Sud et à Southampton.
S'installant en France en 1986, il aide l'hôpital du cancer Centre Antoine Lacassagne de Nice à installer un cyclotron de 65 MeV pour la protonthérapie. Il conçoit le transport de faisceau qui amène le faisceau au patient.

## Publications
Il publie la monographie de Methuen « Elements of Pulse Circuits » (1955) traduite en français et en espagnol et des articles sur la physique des particules, la relativité, l'énergie des vagues et la cosmologie.

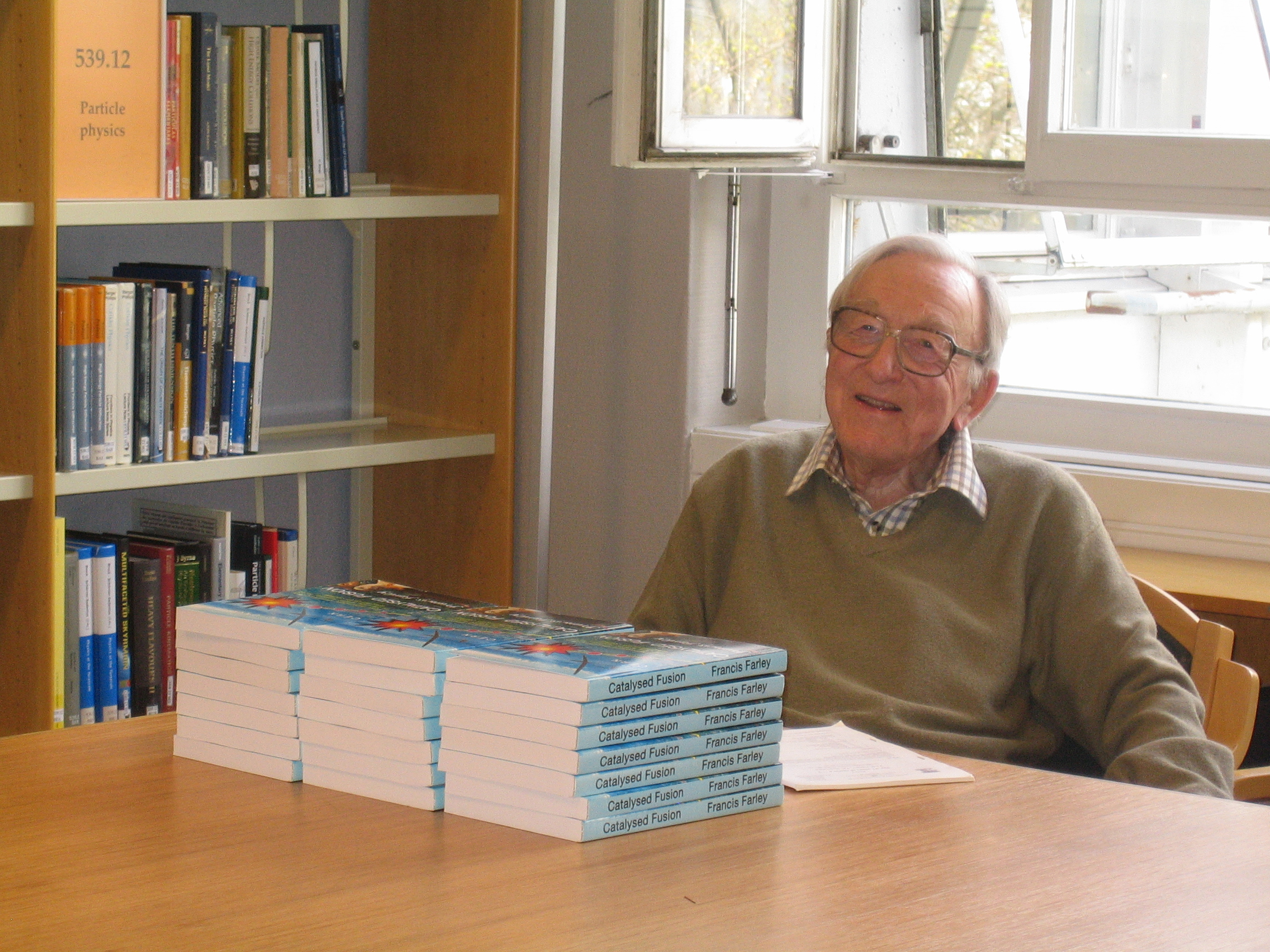
Francis Farley présente son roman "Catalysed Fusion" à la Bibliothèque du CERN.

En 2012, il écrit un roman, Catalysed Fusion, qui illustre la vie autour des accélérateurs du CERN et de Genève.
Farley a signé plus de 50 articles. Ses publications liées à la physique nucléaire et des particules sont indexées dans INSPIRE-HEP.